# St. Remigius (Bonn)

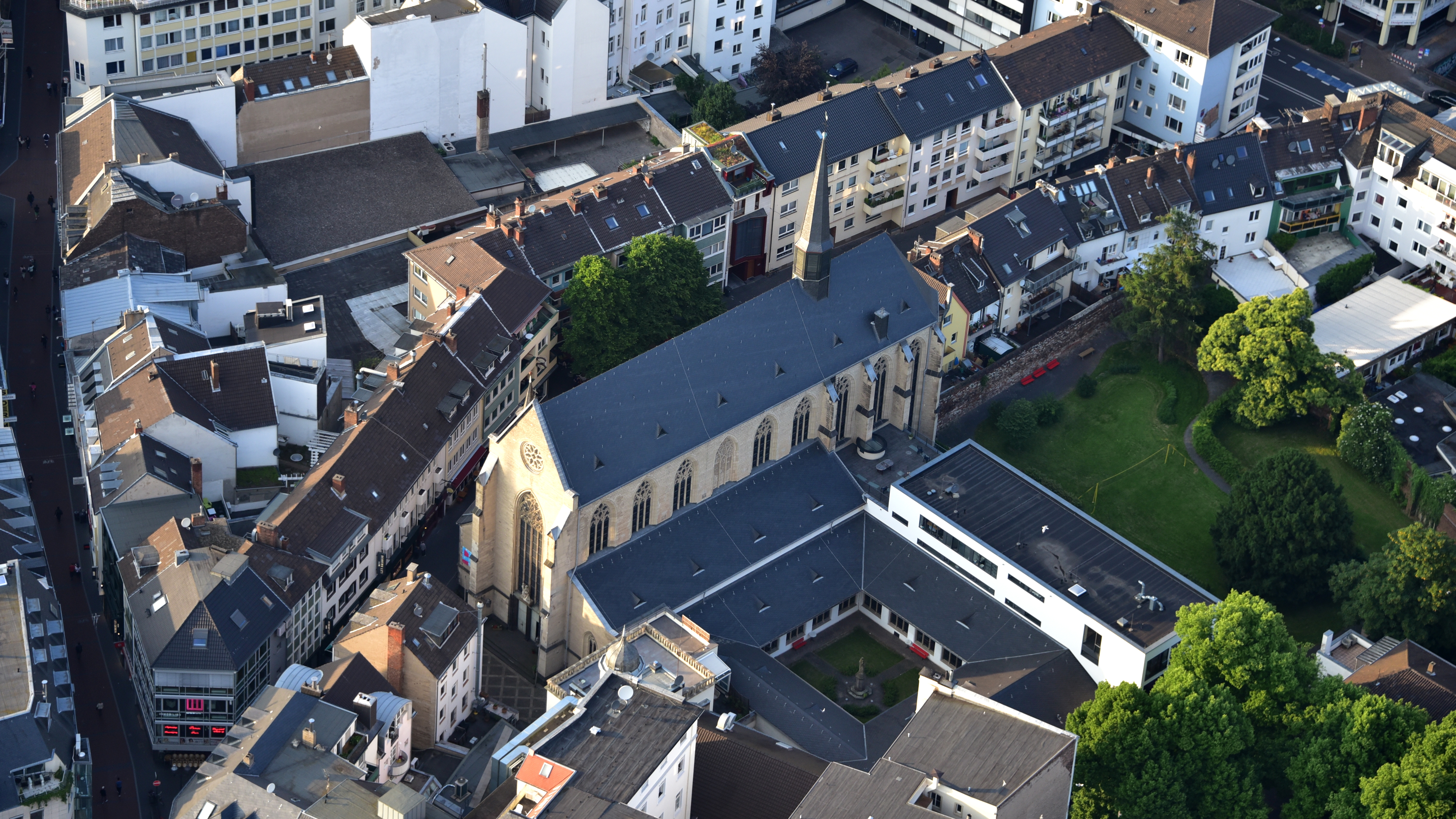
St. Remigius, Luftaufnahme (2016)

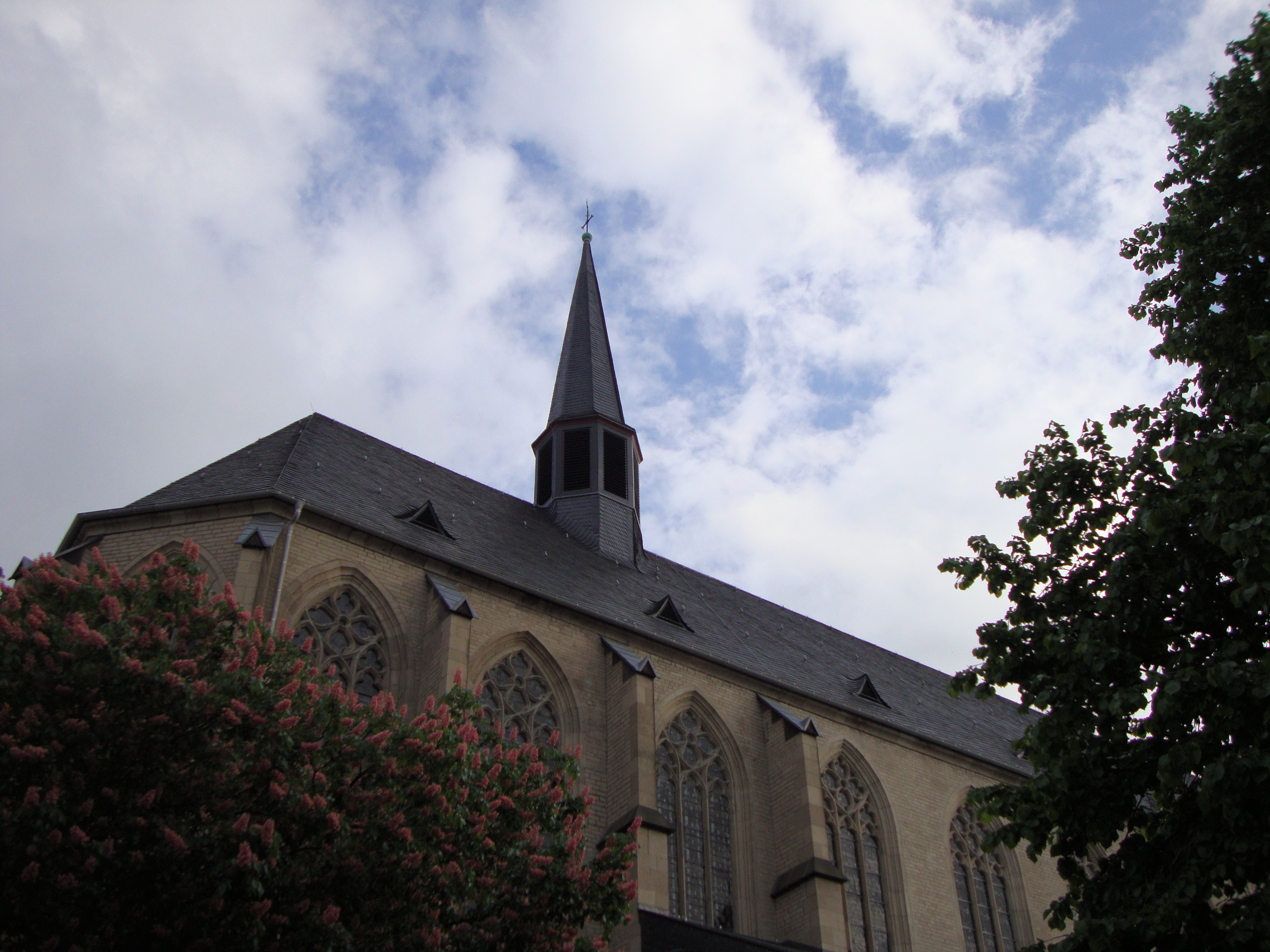
St. Remigius in Bonn (2010)

Die römisch-katholische Kirche St. Remigius in Bonn ist eine gotische dreischiffige Pfeilerbasilika mit Kreuzgratgewölbe aus Tuffstein aus dem Jahre 1317. Sie dient der Münsterpfarrei als Filialkirche und wird zusätzlich von der Katholischen Hochschulgemeinde genutzt. Das Kirchengebäude ist ein Baudenkmal.

## Lage und Beschreibung
Das Gotteshaus steht mit dem nach Süden anschließenden Klosterensemble in der Nähe des Marktplatzes in der Brüdergasse. Vor dem Haupteingang liegt ein kleiner Platz, von dem aus der Betrachter auf die monumentale Westfassade schaut, deren Zentrum durch ein großes Kirchenfenster dominiert ist. Der Standort im Zentrum der Stadt macht sie seit Jahrzehnten zu einer echten Bürgerkirche. Einen Kirchturm besitzt der Sakralbau nicht, da er entsprechend der Tradition des Franziskaner-Ordens im Stil einer Bettelordenskirche errichtet wurde. Nur ein Dachreiter befindet sich auf dem First des Hauptschiffes. Der Klosterbezirk wird von einem weitläufigen Garten abgerundet, in dem eine Kindertagesstätte untergebracht ist.

## Geschichte
Eine im frühmittelalterlichen Bonn errichtete Kirche des hl. Remidius wird bereits in einer Schenkungsurkunde vom 9. Juni 795 genannt.

### Von 1274 bis 1806: Klosterkirche St. Ludwig
Der Neubau wurde 1274/1275 vom Franziskanerorden begonnen, die der Kölner Erzbischof Engelbert II. von Falkenburg nach Bonn berufen hatte. Einige Brüder aus dem Kölner Kloster gründeten hier einen neuen Konvent und begannen unter dem Kölner Erzbischof Siegfried von Westerburg, ein Kloster zu errichten. Zugleich mit der Kirche bauten die Brüder, die zur Kölnischen Franziskanerprovinz (Colonia) gehörten, ein Kapitelhaus, Werkstätten, eine Bäckerei, ein Sommerrefektorium sowie ein Brau- und Schlachthaus, alles an einem Kreuzgang gelegen. Ein erster Bauabschnitt war um 1317 abgeschlossen, so dass die Kirche mit dem Chor wahrscheinlich 1318 dem Patrozinium des heiligen Ludwig von Toulouse unterstellt werden konnte. Baufachleute fanden heraus, dass weitere Bauabschnitte am Kirchengebäude ablesbar sind, erst gegen Ende des 14. Jahrhunderts war das Gotteshaus vollendet. Eine im romanisierenden Stil gehaltene Ostapsis am nördlichen Seitenschiff entstand nachweislich im Jahr 1620 unter dem Erzbischof Ferdinand von Bayern. Dieser stiftete dazu einen Hochaltar, geschaffen von Franz von Gaugrelen und 1644 geweiht.
Während der Belagerung von Bonn wurde die Kirche 1689 durch Beschuss von brandenburgischen Truppen stark beschädigt, das Dach der Kirche samt Dachreiter brannten nieder. Auch die ursprüngliche Inneneinrichtung bis auf einen geschnitzten Marienleuchter und eine Halbfigur der Mutter Gottes wurde vernichtet. Die Franziskaner reparierten das Dach und stellten den Innenraum in den Jahren 1738–1748 wieder her.
Das Kloster wurde 1803 säkularisiert und aufgehoben.

### 1806 bis zum Ende des Zweiten Weltkriegs: Kirche wird St. Remigius
Im Jahr 1806 übernahm die Pfarrei St. Remigius das Kirchengebäude, deren Gotteshaus (St. Remigius) auf dem heutigen Remigiusplatz 1800 ein Blitz zerstört hatte und das abgetragen werden musste. Zuvor wurden Teile der alten Ausstattung in die umgewidmete Minoritenkirche gebracht. Darunter waren der marmorne Taufbrunnen, an dem Ludwig van Beethoven am 17. Dezember 1770 von Pfarrer Peter Isbach getauft worden war, der große Hochaltar sowie der Anna- und der Josephsaltar. Mit der Übernahme ging das Patrozinium des heiligen Remigius der abgetragenen Kirche auf die vorherige Ludwigskirche der Franziskaner über.
Ein Brand in der Klosteranlage im Jahr 1888 zerstörte wiederum das Kirchendach, darüber hinaus auch die Dächer der inzwischen profanierten Klostergebäude und des Kreuzgangs. Bei der darauf folgenden Neugestaltung nach Plänen der Architekten Johannes Richter und Carl Hupe im Stil der Neugotik von 1889 bis 1891 erhielt die Kirche eine neue Ausmalung, die Ausstattung wurde verändert und 1899 der barocke Hochaltar entfernt. Die neuen Altargemälde waren im Stil der Spätnazarener gehalten. Zehn Fenster mit figürlichen Darstellungen und mehrere Fenster mit grafischen Mustern wurden von der Köln-Lindenthaler Glasmalerei Schneiders und Schmolz angefertigt.
In den 1930er-Jahren wurde an das nördliche Seitenschiff ein Treppenturm angebaut, für den alte Bürgerhäuser abgerissen werden mussten. An ihrer Stelle erbauten die Stadtväter eine Ladenzeile.

### 1945 bis 2007: St. Remigius wird mehrfach umgestaltet
Gegen Ende des Zweiten Weltkriegs erlitt nicht nur die Stadt Bonn schwere Zerstörungen, auch das Kirchengebäude von St. Remigius wurde beschädigt: das Dach des nördlichen Seitenschiffs brannte aus, und ein Gewölbe des südlichen Seitenschiffs stürzte ein. Darüber hinaus waren fast alle Fenster zersprungen, das Dach der Sakristei eingestürzt, das gesamte Mauerwerk zeigte Risse und die Barock-Orgel war unbrauchbar geworden.
Die übrigen, 1889 bis 1891 wiederhergestellten Klostergebäude, lagen am Ende des Krieges als Trümmerhaufen darnieder. Nun dauerte es fünf Jahre, bis das Gotteshaus wieder benutzbar war, den Wiederaufbau besorgte der Bonner Architekt Toni Kleefisch (1888–1975), der Teile der neugotischen Westfassade eingliederte, den Dachreiter jedoch nicht nach dem Vorbild des Jahres 1900 gestaltete, sondern kleiner und schmuckloser. Der Kreuzgang des Klosters konnte ab 1955 wiederhergestellt werden, dem ein komplett überarbeiteter Klostertrakt folgte. Ein Pfarr- und Jugendheim entstanden zusätzlich und der Sakristei wurde eine Hauskapelle aufgesetzt, zum Chor der Kirche hin verglast.
Von 1957 bis 2007 wurde die Kirche wieder Klosterkirche unter der Obhut der Franziskaner-Minoriten. Die Franziskaner hatten 1889 die Seelsorge an der Kreuzbergkirche auf dem Kreuzberg übernommen, wo sie bis 1968 blieben; 1969 gründeten sie in Bad Godesberg die Missionszentrale der Franziskaner.

### Seit 2006
2006 fusionierte die eigenständige Pfarre St. Remigius mit der Pfarrei St. Martin. Die Kirche und die Klosteranlage von St. Remigius wurden Sitz der Katholischen Hochschulgemeinde (KHG) Bonn. Mit diesem Umzug der KHG wechselte auch das Vokalensemble der KHG von der – inzwischen altkatholischen – Namen-Jesu-Kirche in die ehemalige Klosteranlage. Im Jahr 2007 übernahm die Gemeinschaft Chemin Neuf die Seelsorge an St. Remigius und ist seitdem auch für die Hochschulseelsorge zuständig.

## Außenarchitektur
Das Kirchengebäude wurde aus Tuffstein aus der näheren Umgebung errichtet. Es zählt als Pfeilerbasilika mit dem Chor, der fünf Seiten des achteckigen Grundrisses umfasst, zu den typischen Bettelordenskirchen. Dominant ist das sehr hohe Mittelschiff mit einem steilen Pultdach. Spitzbogenfenster und Strebepfeiler am Chor und an den Seiten der Westfassade gliedern das Äußere des Bauwerks. Eine riesige Nische in der Westseite, das Portal und das zentral eingebaute schmale Spitzbogenfenster umschließend, beherrscht diese Seite des Gebäudes. Über dem zweiflügeligen Portal befindet sich eine plastische steinerne Gruppe des heiligen Antonius, signiert mit P. Welter. Die Fensterrose im Spitzgiebel über der Nische wurde beim Wiederaufbau im Jahre 1889 eingefügt, sie ersetzt drei frühere kleine Spitzbogenfenster.

## Ausstattung

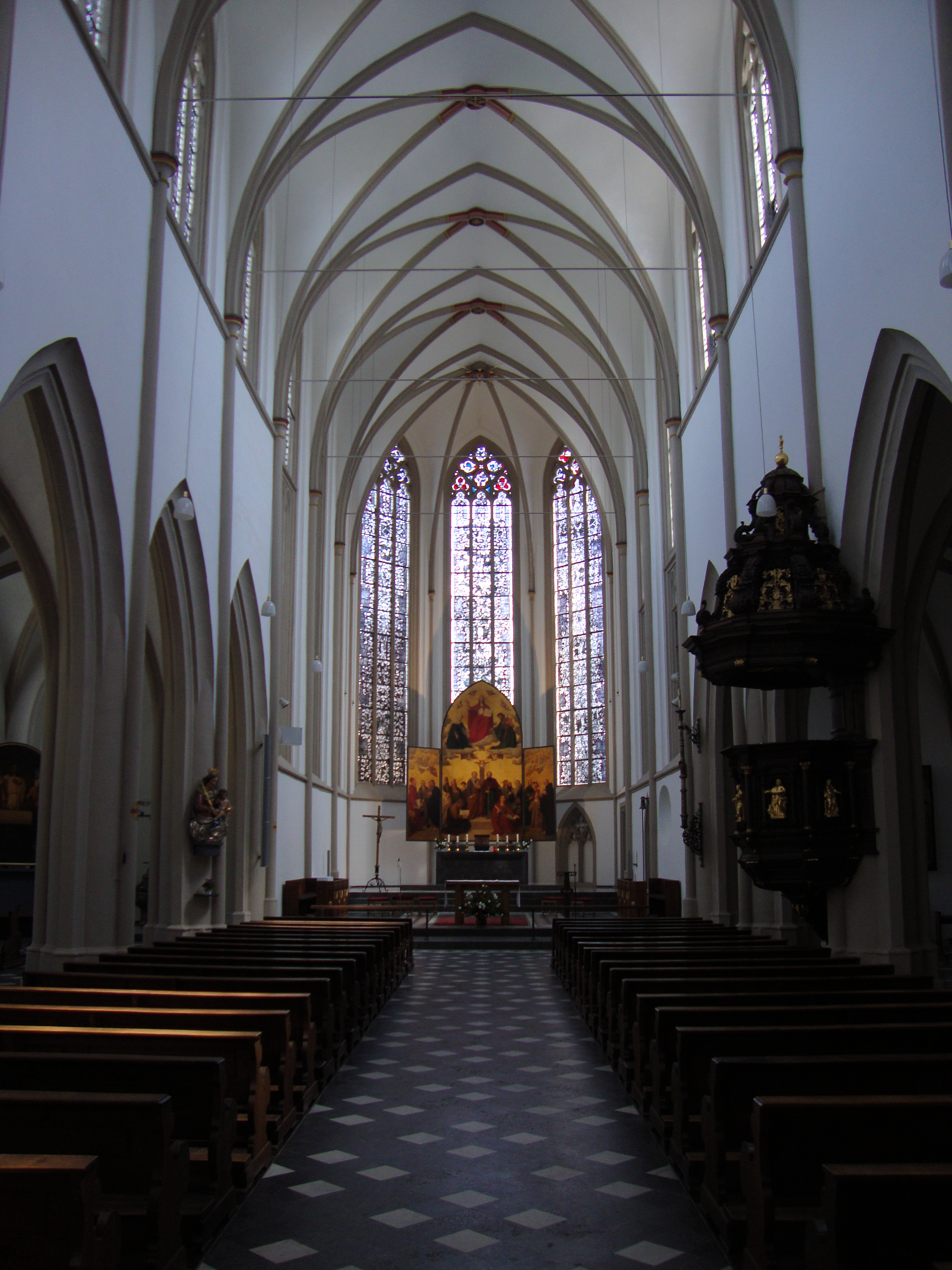
Innenansicht

### Architektonische Besonderheiten
Um die Baulasten abzufangen, erhielten die Längsseiten des Kirchengebäudes kein äußeres Strebewerk, sondern die Streben wurden verdeckt in die Mauern der Seitenschiffe eingebaut. Ihre Innenwände sind daher durch Spitzbogennischen mit rechteckigen Wandvorlagen gegliedert. Rundpfeiler ohne schmückende Kapitelle bilden die Stützen für das Mittelschiff. Die Chorfenster sind durch dreibahniges Maßwerk eingefasst. Ein vierbahniges Maßwerk schmückt das hohe schmale Westfenster. (Aus den unterschiedlichen Maßwerkformen und unterschiedlichen Säulenbasen konnten Architekten die verschiedenen Bauzeiten rekonstruieren; Urkunden existieren darüber jedoch nicht.)

### Chorraum, Altäre und Pfeilerschmuck

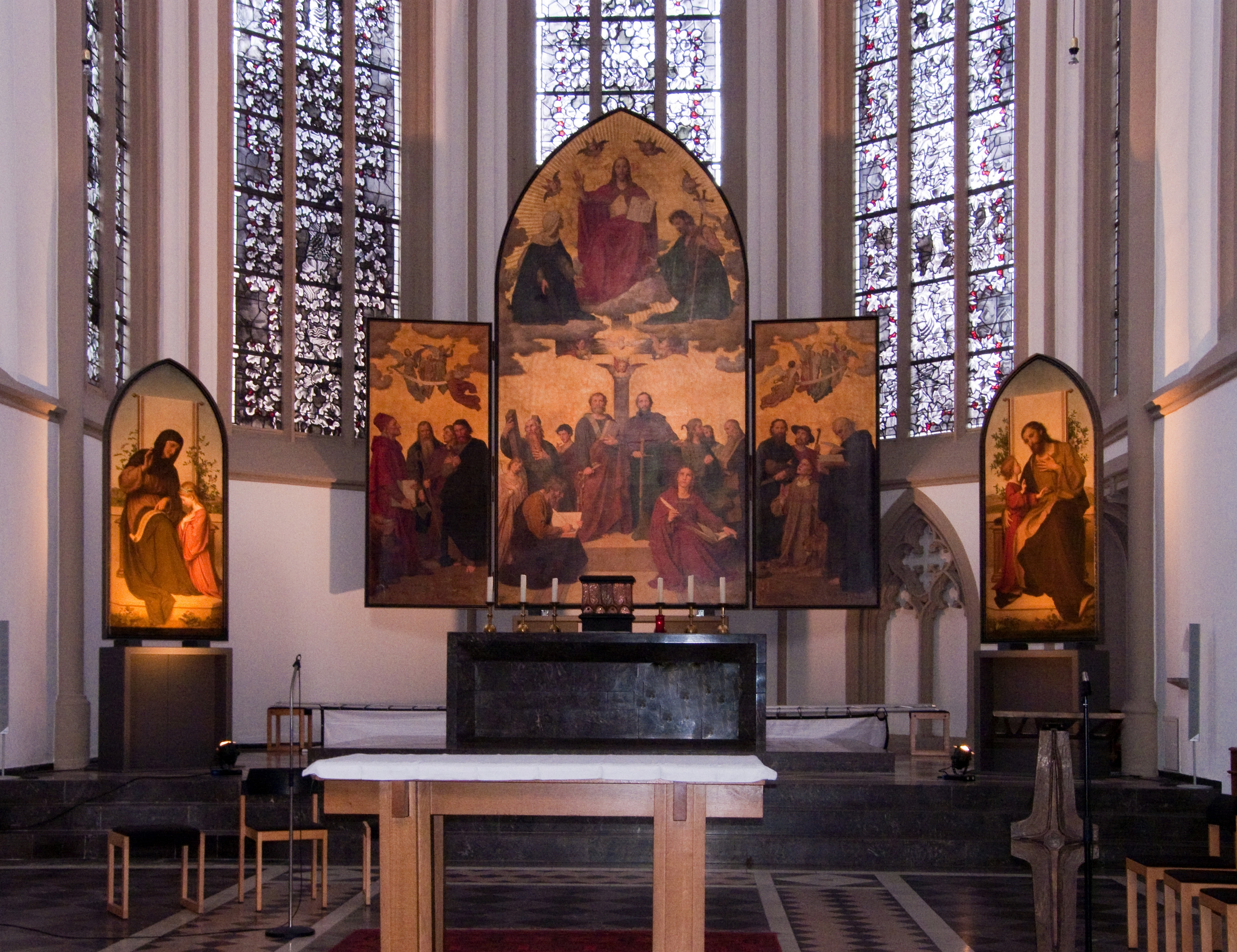
Flügelaltar in der Apsis, links daneben das Bild aus dem St.-Anna-Altar, rechts daneben aus dem St.-Joseph-Altar

Zur Barockzeit befanden sich in der Kirche außer dem Hochaltar acht weitere Altäre.
In der Apsis befinden sich ein Chorgestühl sowie eine Nische mit Depositorium (Aufbewahrungs- oder Ablageort) und Piscina, deren Spitzgiebel ein Vierpass-Maßwerk ziert.
Ein mit einem geschnitzten Adler dekoriertes Pult, das im Chorraum seinen Platz hat, wird dem späten 19. Jahrhundert zugeordnet.
Der erste Hochaltar, der noch aus der alten Remigiuskirche am Römerplatz stammte, kam 1806 in das hier beschriebene Kirchengebäude. Nach seiner Entfernung 1889 gelangte er in den 1910er-Jahren in die Abteikirche auf dem Michaelsberg in Siegburg, wo er im Zweiten Weltkrieg zerstört wurde. Die Kirchengemeinde hatte jedoch zuvor das Altarbild mit der Darstellung von Chlodwigs Taufe zusammen mit weiteren Altarbildern herausgenommen und deponiert. Doch diese vernichtete der Krieg ebenfalls.
Dem ersten Hochaltar folgte der 1858 geweihte Flügelaltar, den der Kunstverein für die Rheinlande und Westfalen gestiftet hatte.
Im östlichen Joch des südlichen Seitenschiffs wurde ein neuer Altar aufgestellt, den Kunstmaler zur Thematik „Die Kirche“ zwischen 1882 und 1893 im Nazarenerstil gestaltet hatten. Beteiligt waren unter anderem Franz Ittenbach, Karl Müller und Franz Müller (Annenaltar, Marienaltar).
Die Altarbilder wurden 1942 zum Schutz vor möglichen Kriegsschäden aus den Rahmen gelöst und nach Friesenhagen im Bergischen Land gebracht. 1949 bis 1951 kehrten die Bilder nach Bonn zurück und wurden mit einer schlichten Umrahmung wieder aufgestellt. Da das Innere gemäß der zu der Zeit diskutierten weniger prunkvollen Kirchenausstattungen schmucklos-sachlich umgestaltet werden sollte, wurde bei der Renovierung 1957–1961 die Altargemälde wiederum entfernt und eingelagert, allerdings unter sehr schlechten Bedingungen. Nach einer jahrelangen Restaurierung wurden die Nazarener-Bilder im Jahr 2000 wieder in der Kirche aufgestellt und mit einem Festgottesdienst am 25. März 2000 geweiht.
Ein weiterer Altar im westlichen Joch des südlichen Seitenschiffs enthält ein von Hein Gernot im 18. Jahrhundert geschaffenes Gemälde mit der Wunderheilerin von Kevelaer.
Erwähnenswert ist noch ein Marmoraltar des hl. Antonius, den Hofkammerrat Nikolaus Broggia gestiftet hatte und der 1758 im nördlichen Seitenschiff aufgestellt wurde. Nach dem Ersten Weltkrieg hatte die St.-Remigius-Gemeinde diesen Altar ebenfalls an die Kirche der Benediktinerabtei auf dem Michaelsberg übergeben, er wurde dort auch ein Opfer der Zerstörungen im Zweiten Weltkrieg.
An einem Arkadenpfeiler auf der rechten (südlichen) Seite des Chorraumes fällt ein großer schmiedeeiserner Wandleuchter mit Rocaille-Dekor auf, der aus der Mitte des 18. Jahrhunderts stammt.
Zur alten, bis zur Brandkatastrophe im Jahr 1689 vorhandenen Ausstattung gehörte an den Pfeilern auch ein Statuenzyklus der Apostel. Der zuvor im Chorgewölbe aufgehängte Marienleuchter, den die Witwe des Hofrats Arnold Heufft 1626 gestiftet hatte, blieb jedoch erhalten. Er zeigte zwei Schnitzfiguren der Muttergottes, wurde aber im Jahr 1748 zwecks besserer Sicht auf den Altar abgenommen. Die darauf positionierten Skulpturen werden entweder dem Bildschnitzer Christian Rodt oder dem Künstler Jeremias Geisselbrunn zugeschrieben. Sie gelangten auf bislang ungeklärten Wegen in die Doppelkirche in Bonn-Schwarzrheindorf (eine Madonna) und in das Schnütgen-Museum in Köln (die zweite Madonna).

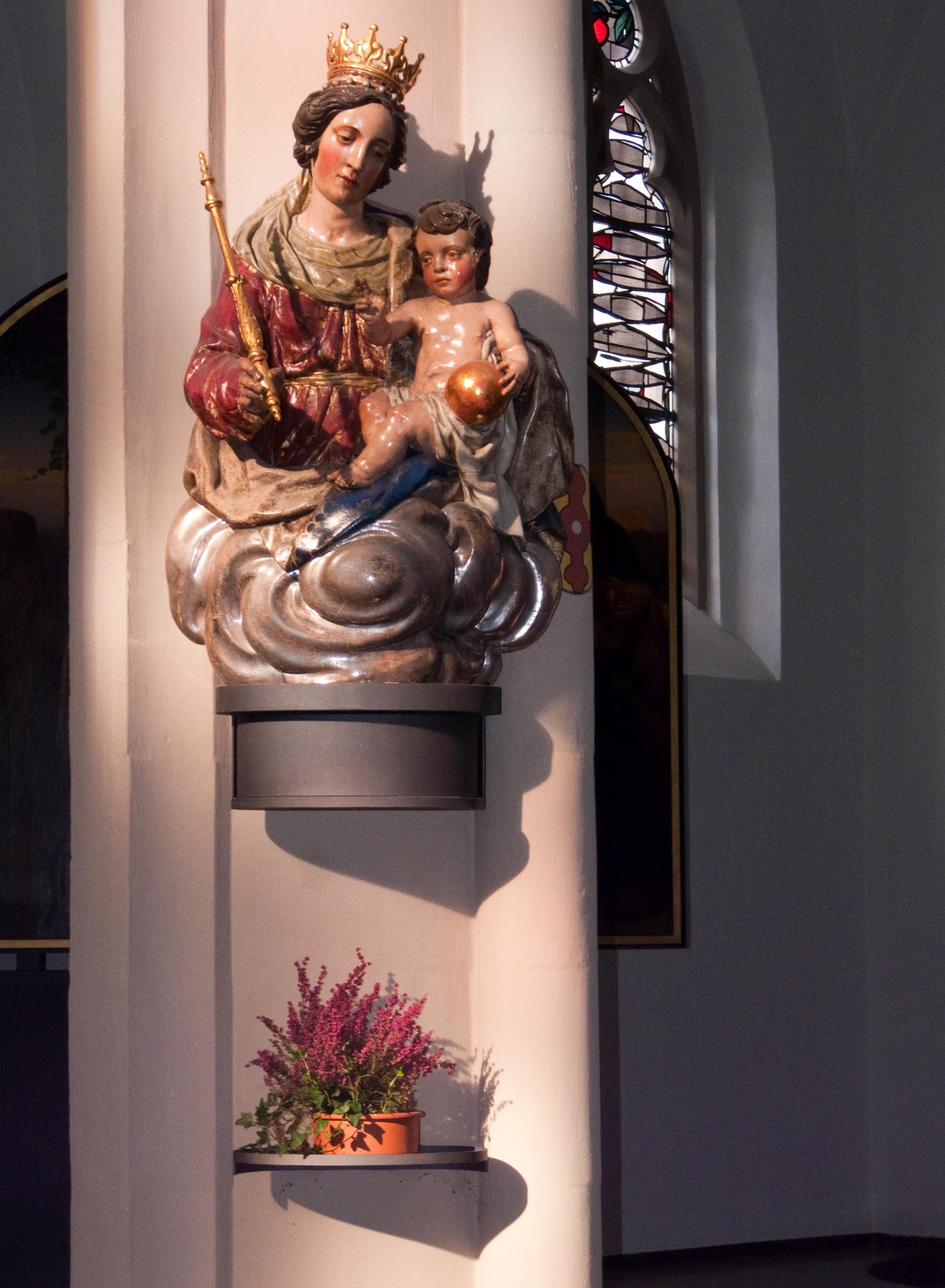
Halbfigur der Mutter Gottes

Eine weitere Marienstatue, als Halbfigur ausgeführt, ist an einem Pfeiler der Ostwand (der linken Seite) des Mittelschiffs aufgestellt. Kunstspezialisten entnehmen vor allem einem Vergleich mit dem erhaltenen und von Geisselbrunn gefertigten Hochaltar der Kölner Jesuitenkirche St. Mariä Himmelfahrt, dass die Halbfigur zuerst den Hochaltar in St. Remigius bekrönte, der 1898 abgebaut wurde.

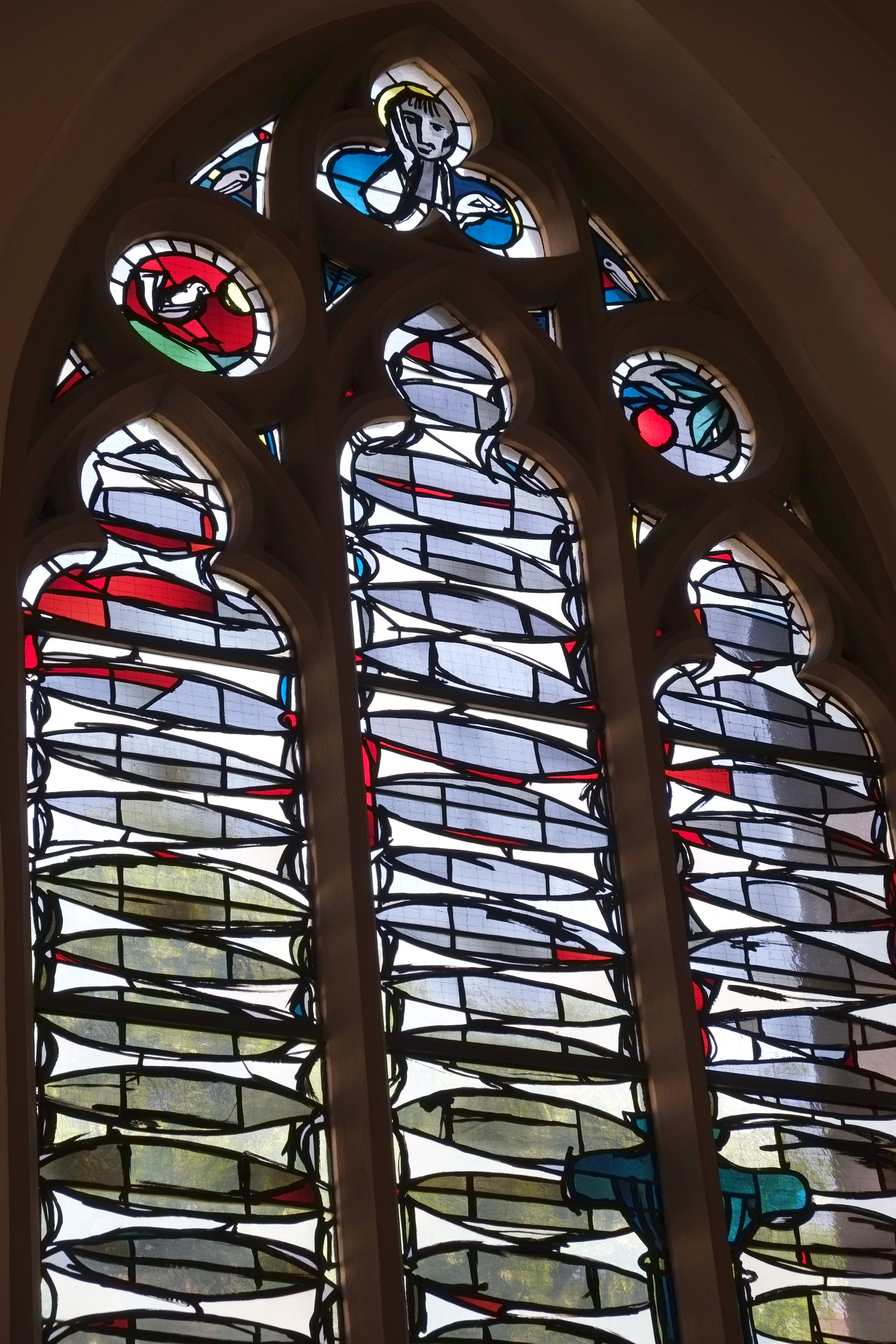
Eines der neuen Fenster

Die Chorfenster sind ab um 1962 komplett neu gestaltet worden, sie zeigen aus Grisaille gefertigte Dekors mit Pflanzenmotiven.

### Kanzel, Kirchenbänke und Beichtstühle
Fast unverändert und unzerstört hat die barocke Kanzel vom Anfang des 18. Jahrhunderts die Zeiten überdauert. Die Felder des achteckigen Kanzelkorbs aus dunkel gebeiztem Holz sind mit Statuetten der Evangelisten geschmückt. Allerdings mussten zwei Figuren wegen Diebstahls als Kopien nachgearbeitet werden. Reste einer früheren farbigen Gestaltung lassen sich erkennen. Der aufwändig gearbeitete und verzierte Schalldeckel aus dem gleichen dunklen Holz wird von einem vergoldeten Kreuz auf einer Kugel bekrönt.
Die Kirchenbänke im Mittelschiff sind bis auf die geschnitzten Wangen relativ schlicht gehalten, sie wurden um 1750 im Kirchenraum aufgestellt. Im Seitenschiff sind einige Bänke älteren Datums erhalten, die mit Akanthusblättern an den Wangen geschmückt sind.
Die Beichtstühle, wohl Mitte des 18. Jahrhunderts in die Kirche gelangt, sind erhalten und wurden nach 1945 restauriert.

### Seitenschiffe und Neuausstattung im 21. Jahrhundert
Im Chor des nördlichen Seitenschiffs findet sich ein Taufstein aus der Zeit um 1740, der aus Marmor gefertigt ist und dem Rokoko-Stil zugeordnet wird. Sein geschweifter Holzdeckel wird von einer Taube als Symbol des Heiligen Geistes bekrönt.
Im südlichen Seitenschiff erinnert ein Epitaph an den Pfarrer Wilhelm Reinkens, der sich besonders für die neugotische Ausstattung des Kirchengebäudes in den 1880er Jahren engagiert hatte.
In den späten 1980er-Jahren musste der Fußboden erneuert werden; er besteht seither aus Marmorplatten mit barocken Motiven.

### Orgel

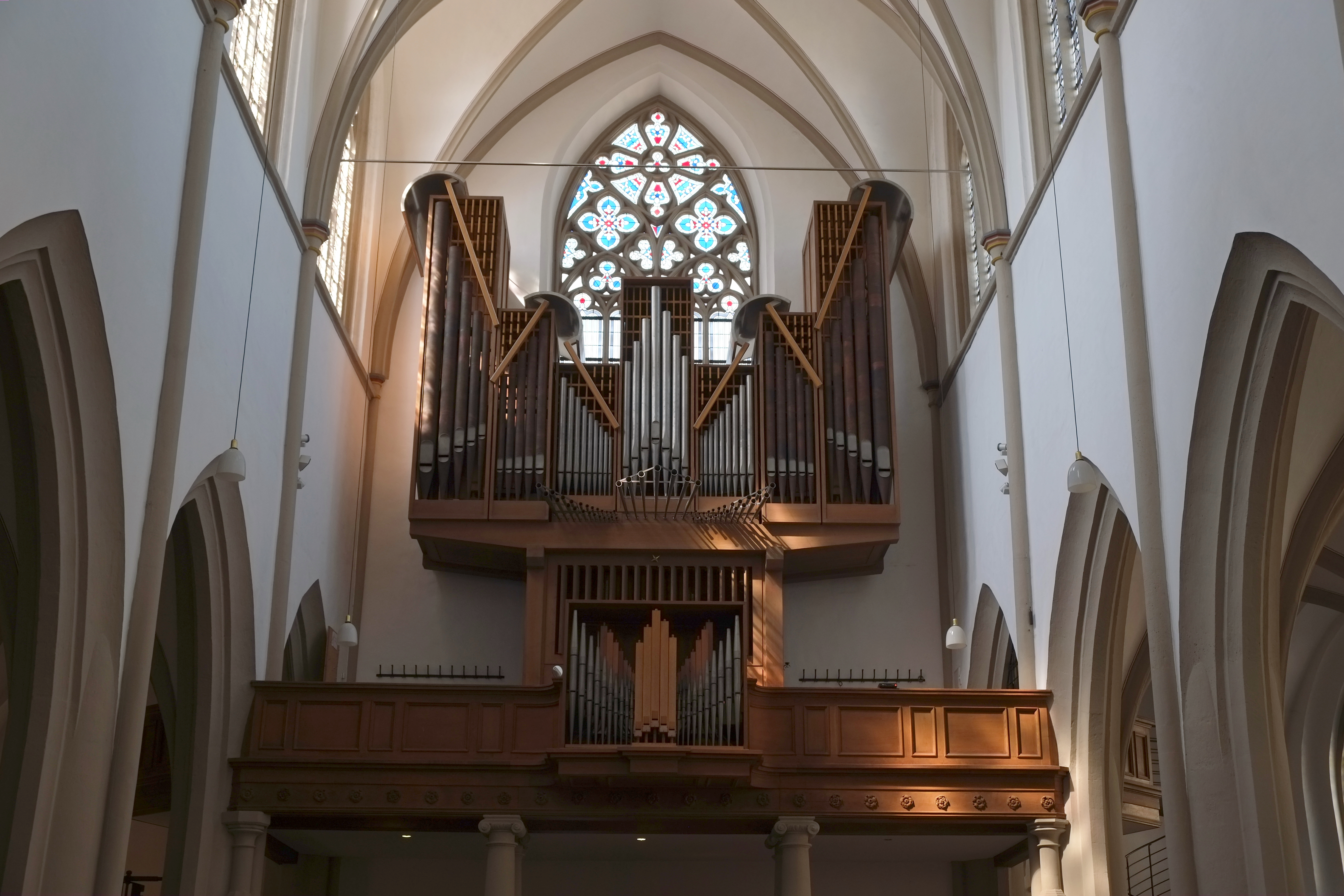
Blick auf die Orgel

Die barocke Orgel, auf der auch Beethoven spielte, hat den letzten Krieg nicht überstanden. Deswegen beauftragte die Kirchengemeinde den Orgelbaumeister Johannes Klais (Bonn) mit einem Neubau, der 1957 auf der Empore installiert wurde. Das Schleifladen-Instrument hat 33 Register auf drei Manualen und Pedal. Die Spieltraktur ist mechanisch, die Registertraktur ist elektrisch.
| I Rückpositiv C–g3 |             |       |
| 1.                 | Holzgedackt | 8′    |
| 2.                 | Spillpfeife | 4′    |
| 3.                 | Principal   | 2′    |
| 4.                 | Flachflöte  | 1′    |
| 5.                 | Cymbel III  | 1 ⁄3′ |
| 6.                 | Cromorne    | 8′    |
|                    | Tremolo     |       |

| II Hauptwerk C–g3 |                |       |
| 7.                | Quintade       | 16′   |
| 8.                | Principal      | 8′    |
| 9.                | Gemshorn       | 8′    |
| 10.               | Octav          | 4′    |
| 11.               | Rohrflöte      | 4′    |
| 12.               | Superoctav     | 2′    |
| 13.               | Mixtur V-VI    | 2′    |
| 14.               | Sesquialter II | 2 ⁄3′ |
| 15.               | Span. Trompete | 8′    |

| III Schwellwerk C–g3 |                |        |
| 16.                  | Koppelflöte    | 8′     |
| 17.                  | Viola di Gamba | 8′     |
| 18.                  | Principal      | 4′     |
| 19.                  | Quinte         | 2 ⁄3′  |
| 20.                  | Spitzflöte     | 2′     |
| 21.                  | Terz           | 1 3⁄5′ |
| 22.                  | Scharff IV     | 1'     |
| 23.                  | Dulcian        | 16′    |
| 24.                  | Trompete       | 8′     |
|                      | Tremolo        |        |

| Pedal C–f1 |               |       |
| 25.        | Principal     | 16′   |
| 26.        | Subbass       | 16′   |
| 27.        | Octav         | 8′    |
| 28.        | Pommer        | 8′    |
| 29.        | Choralbass    | 4′    |
| 30.        | Nachthorn     | 2′    |
| 31.        | Hintersatz IV | 2 ⁄3′ |
| 32.        | Fagott        | 16′   |
| 33.        | Clairon       | 4′    |

- Koppeln: I/II, III/II, III/I (2006 ergänzt), I/P, II/P, III/P
- Spielhilfen: 2 freie Kombinationen

### Glocken
Das früheste nachweisbare Geläut bestand aus zwei Bronze-Glocken, von denen die größere durch Gottfried Dinckelmeyer 1751 und die kleinere von Edmund Peppin im Jahre 1727 gegossen wurde. Diese Glocken wurden 1849 an die Kreuzbergkirche verschenkt und im gleichen Jahr drei Glocken durch Christian Claren neugegossen, die jedoch am 13. März 1888 beim Brand der Kirche mit dem Dachreiter zerstört wurden. Die französische Gießerei Goussel-François lieferte im April 1890 ein neues, nun fünfstimmiges Geläut in der Disposition b1–c2–d2–es2–f2. Die Glocken trugen die Namen Maria, Joseph, Remigius, Antonius und Michael. Dieses Geläut musste im Ersten Weltkrieg als Metallspende für Kriegszwecke abgeliefert werden. Im Jahr 1924 ließ die Kirchengemeinde ein neues vierstimmiges Geläut einbauen; dabei wurde die ehemals kleinste Glocke im Ton f2 nicht verwirklicht. Der Zweite Weltkrieg brachte diesem Geläut das gleiche Schicksal. Dafür kam im Jahr 1954 Ersatz: Die Glockengießerei Petit & Gebr. Edelbrock schuf vier Glocken in der gleichen Disposition wie die des Vorgängergeläuts. Die Glockentöne sind auf die Münsterbasilika abgestimmt. Werktags läuten meist die beiden mittleren Glocken, sonn- und feiertags drei bis vier Glocken. Geläutet wird eine Viertelstunde vor Messbeginn.
| Nr. | Name                    | Durchmesser (mm) | Masse (kg) | Schlagton (HT-1/16) | Inschrift |
| --- | ----------------------- | ---------------- | ---------- | ------------------- | --- |
| 1   | St. Remigius            | 847              | 370        | b1 −4               | + HEILIGER REMIGIUS, VORBILD UND HELFER, BITTE FÜR UNS. +                                                                                          |
| 2   | Trösterin der Betrübten | 762              | 275        | c2 −4               | + DER BETRÜBTEN TRÖSTERIN WEIH ICH DEN EHERNEN MUND, RUFE ZUR MORGEN-, RUFE ZUR ABENDSTUND, KOMMT VOLL VERTRAUEN ZUR MILDREICHEN FRAUEN. +         |
| 3   | St. Joseph              | 665              | 185        | d2 −4               | + ST. JOSEPH BIN ICH GEWEIHT, DEM VATER UND HELFER DER CHRISTENHEIT. DRUM RUF’ ICH INS LAND, GEHET ZU JOSEF! +                                     |
| 4   | St. Antonius            | 625              | 147        | es2 −4              | + NACH ST. ANTONIUS BIN ICH GENANNT, DEN VIELE VEREHREN IN STADT UND LAND. + KOMMT MIT EUREN SORGEN UND BITTET IN DIE ALTE KIRCHE DER MINORITEN! + |

## Besonderheiten
Während des Weltjugendtags 2005 in Köln war St. Remigius eines der beiden Bonner Geistlichen Zentren. Durch die positiven Erfahrungen des Weltjugendtages entstand daraufhin bei Bonner Studierenden die Idee, die Kirche abends zum Gebet zu öffnen. Diese Veranstaltung findet unter dem Namen Nightfever seit dem 29. Oktober 2005 regelmäßig neun Mal im Jahr statt. Das Konzept dieses Abends hat in vielen anderen Städten Nachahmung gefunden und gilt mittlerweile eine der Initiativen der Neuevangelisierung in Deutschland.

## Außerhalb der Kirchenschiffe

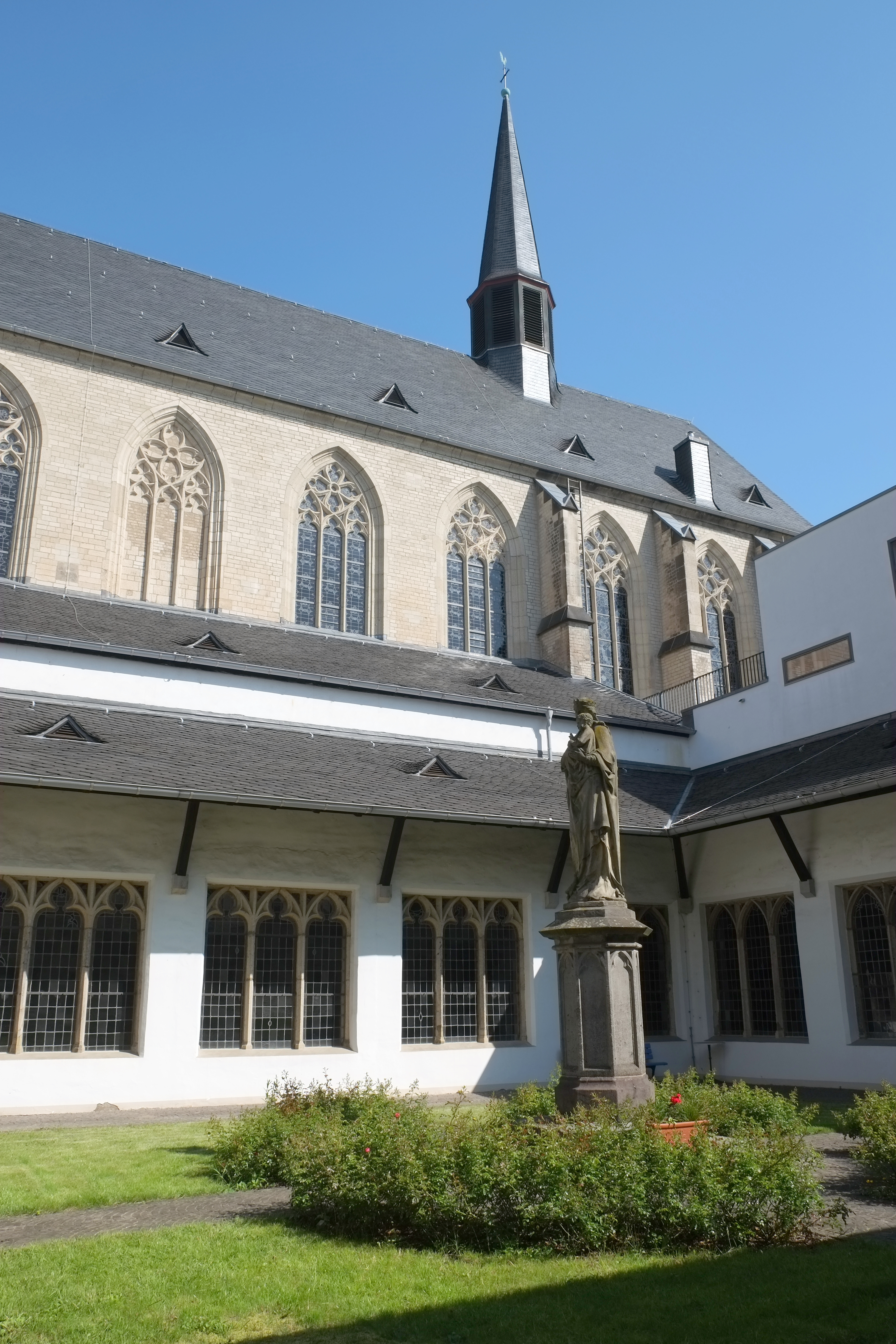
Kreuzgang mit Marienstatue

Im Kreuzgang wurden Grabplatten, die jahrzehntelang auf dem Boden der Kirche ausgelegt waren, seit etwa 1985 an den Wänden aufgehängt. Außerdem gibt es in einer kleinen Kapelle des Umgangs ein Vesperbild aus der Zeit des Spätbarock. In der Mitte des Kreuzgangs steht eine im späten 19. Jahrhundert gefertigte lebensgroße steinerne Statue der Muttergottes auf einem neugotischen Sockel.